# Commission électorale nationale indépendante (Nigeria)
Pour les articles homonymes, voir Commission électorale nationale indépendante.
La Commission électorale nationale indépendante (Independent National Electoral Commission ou INEC en anglais) est un organisme électoral mis en place en 1998 pour organiser les élections au Nigeria.